# Анхелиньо
Хосе́ А́нхель Эсмори́с Тасе́нде (исп. José Ángel Esmorís Tasende; род. 4 января 1997, Користанко, Галисия, Испания) или просто Анхели́ньо (исп. Angeliño) — испанский футболист, защитник итальянского клуба «Рома».

## Клубная карьера
Анхелиньо начинал свою карьеру в «Луис Кальво Санс», а в 2007 году присоединился к системе «Депортиво». Когда Анхелиньо заинтересовались крупные клубы, он решил принять предложение «Манчестер Сити». Два сезона защитник выступал за молодёжную команду «горожан». 16 июня 2015 года Анхелиньо был арендован американским клубом «Нью-Йорк Сити» на оставшуюся часть сезона в MLS. В североамериканской лиге дебютировал 12 июля 2015 года в матче против «Торонто», выйдя на замену во втором тайме. 1 января 2017 года отправился в аренду до конца сезона в испанскую «Жирону», но 31 января 2017 года ушёл в аренду на тот же срок в испанскую «Мальорку». В июле 2017 года был отдан в аренду нидерландскому «НАК Бреда» на предстоящий сезон.
В июне 2018 года перешёл в нидерландский ПСВ, подписав с клубом пятилетний контракт.
3 июля 2019 года вернулся в «Манчестер Сити», подписав с ним четырёхлетний контракт. 31 января 2020 года отправился в аренду в немецкий «РБ Лейпциг» на оставшуюся часть сезона. 8 сентября 2020 года уехал в аренду в «РБ Лейпциг» на сезон 2020/21.
12 февраля 2021 года «РБ Лейпциг» выкупил Анхелиньо у «Манчестер Сити» согласно опции, подписав с ним контракт до лета 2025 года. По сведениям прессы сумма трансфера составила 18 млн евро.
8 августа 2022 года перешёл на правах аренды в «Хоффенхайм».
30 января 2024 года перешёл в «Рому» на правах аренды до 30 июня 2024 года с возможным правом выкупа. 30 мая 2024 года было объявлено о переходе Анхелиньо в «Рому» на постоянной основе. Сумма трансфера составила 5 млн. евро.

## Карьера в сборной
В 2013 году Анхелиньо провёл один матч за юношескую сборную Испании до 17 лет.